# Tonassistent

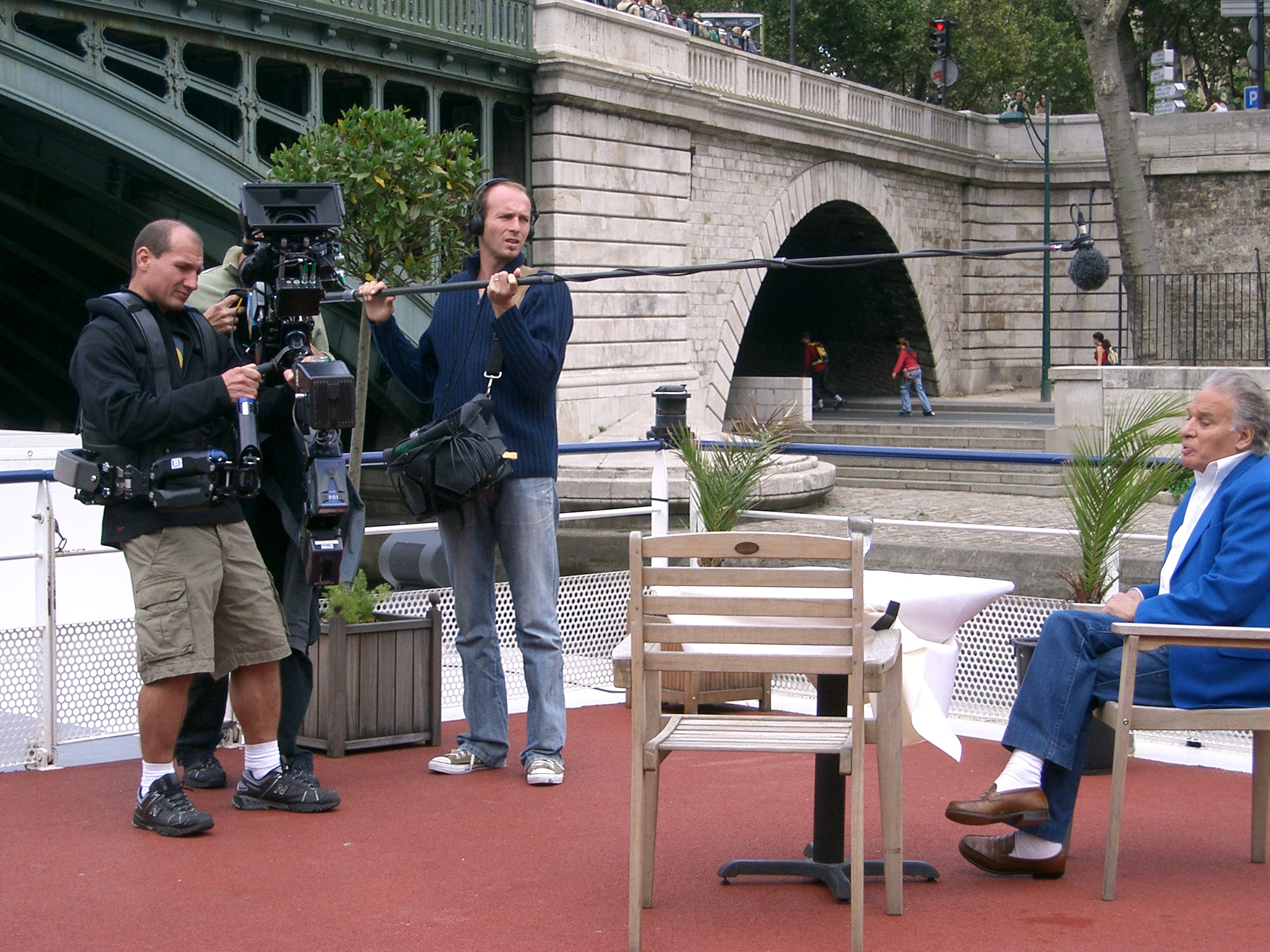
Tonassistent

Der Tonassistent oder die Tonassistentin (auch Angler bzw. Anglerin oder englisch: Boom Operator, Boom man, Boom woman) ist ein Mitglied einer Filmcrew.
Aufgabe des Tonassistenten ist es, dem Tonmeister zu helfen, ein möglichst direktes Tonsignal aufzunehmen. Dies geschieht häufig mit einem an einer Tonangel befestigten Mikrofon, das möglichst nahe an den Mund eines Schauspielers gehalten wird. Allerdings darf weder die Tonangel noch deren Schatten im Bildausschnitt zu sehen sein. Auch in Spiegelungen und Reflexionen darf man die Tonangel nicht sehen.
Es gibt keine staatliche Ausbildung zum Tonassistenten. Den Berufseinstieg findet man meistens über ein Praktikum oder über No-Budget-Filme. Es existieren an privaten Schulen Ausbildungen/Kurse zum Tonassistenten, wobei aber die Inhalte des Studiums meist weit über das reine Tonangeln hinausgeht. Oftmals wird das Tonangeln im Rahmen der Ausbildung zum Mediengestalter Bild und Ton erlernt.